# Phytophthora infestans
Phytophthora infestans là một loài vi sinh oomyceta gây ra bệnh nghiêm trọng cho khoai tây gọi là bệnh mốc sương hay Tàn rụi muộn. (Bệnh tàn rụi sớm, gây ra bởi Alternaria solani, cũng thường được gọi Bệnh tàn rụi khoai tây). Bệnh tàn rụi muộn là thủ phạm gây ra các nạn đói châu Âu thập niên 1840, Ai Len năm 1845 và Cao Nguyên 1846, Loài vi sinh này cũng ảnh hưởng cà chua và một số loài khác trong họ Solanaceae. Bệnh thường xuất hiện đầu tiên ở mép chóp lá tạo vết xám xanh nhạt sau đó lan rộng vào phiến lá. Phần giữa vết bệnh chuyển màu nâu đen và xung quanh vết bệnh thường có lớp cành bào tử màu trắng xốp bao phủ như một lớp mốc trắng như sương muối làm cho lá chết lụi nhanh chóng. 
Bệnh hại ở cuống lá, cành và thân cây khoai tây, lúc đầu là vết nâu hoặc thâm đen, sau lan rộng bao quanh và kéo dài thành đoạn. Bệnh làm cho thân cành khoai tây thối mềm và dễ bị gãy gục.